# ذرت دندان‌اسبی
ذرت دندان‌اسبی یا ذرت دندانه‌ای (نام علمی: Zea mays var. indentata) نوعی ذرت است که تاجِ دانهٔ آن در حالت رسیدگی به علت از دست دادن رطوبتِ خورش، مقعر و دندانه‌دار است.
خاستگاه آن در مکزیک است. دانه‌ها در مرحله رسیدن مقداری از آب خود را از دست می‌دهند که باعث متراکم شدن حجم بخش امید و نی آن می‌گردد و در نتیجه یک گودی در رأس دانه تشکیل می‌گردد که به شکل دندان اسب می‌باشد.

## مشخصات
دانه‌ها به رنگ سفید، زرد، ارغوانی یا قرمز می‌باشد. بوته‌ها دارای برگ زیاد و تولیدات دانه در آن بسیار زیاد است. در حال حاضر دارای بیشترین سطح زیرکشت است و غالباً برای تهیه سیلو و علوفه کشت می‌گردد.
در برش طولی، آندوسپرم سخت فقط در قسمت دیواره‌های جانبی دانه به طرف خارج قرار می‌گیرد. اندوسپرم نرم تمام قسمت وسط و بخش بالایی دانه را اشغال می‌کند،